# 新郎扱い
新郎扱い（しんろうあつかい、신랑다루기）は、新郎を集団でいじめる大韓民国の伝統的な風習である。
結婚式の後で新郎が新婦の家に初めて行った時に、新婦の親戚や近所の人達が集団で新郎を取り囲み、肉体的精神的ないじめを行う。地方によって、いじめ方が違うが、次のようないじめが行われる。新郎の足首を縛って、逆さ吊りにして、棒で足の裏を殴り続ける。ひどい場合には、殴られた新郎は歩くのが難しくなることもある。また、新郎に漢詩を作れと強要し、下手だとケチをつけて馬鹿にする。新婚夫婦の性的な事を根掘り葉掘り問い詰めたり、あれこれと質問責めにする。宴会の金を持ってこいと言う。などのいじめが行われる。
そうするうちに、新婦の家で料理や酒を持ってくると、いじめをやめて宴会となる。現代では披露宴の会場で質の悪いいたずらが行われることもある。東床礼（トンサンネ、동상례、とうしょうれい、Dongsangrye / Tongsangrye）とも言う。